# Budapesti mozik listája
Ez az oldal a működő és a már megszűnt budapesti mozikat gyűjti össze.

## Működő mozik

### 1990 után nyitott, fő profilú mozik
| Név                                                              | Cím                                                    | Teremszám | Megjegyzés | Honlap                                                       |
| ---------------------------------------------------------------- | ------------------------------------------------------ | --------- | --- | ------------------------------------------------------------ |
| Cinema City Allee                                                | XI., Október huszonharmadika utca 8–10.                | 13        | multiplex, Budapest legújabb mozija (2009. november 12-től)                                                                                      |                                                              |
| Cinema City Aréna                                                | VIII., Kerepesi út 9.                                  | 23        | multiplex, Közép-Európa legnagyobb filmszínháza                                                                                                  |                                                              |
| Cinema City Campona                                              | XXII., Nagytétényi út 37–43.                           | 11        | multiplex |                                                              |
| Cinema City Duna Plaza                                           | XIII., Váci út 178.                                    | 7         | multiplex |                                                              |
| Cinema City Westend                                              | VI., Váci út 1–3.                                      | 14        | multiplex |                                                              |
| Cinema City Új udvar                                             | III., Bécsi út 38–44.                                  | 6         | Az első bezárt multiplex Magyarországon. (2006)                                                                                                  |                                                              |
| Cinema City Mammut (korábban CinemaPink)                         | II., Lövőház u. 2–6.                                   | 10        | multiplex, 2017 előtt Cinema City, 2017-2019 között CinemaPink, majd újra Cinema City.                                                           |                                                              |
| Cinema MOM (Pannonia Movie) (korábban Cinema City és CinemaPINK) | MOM Park, XII., Alkotás utca 53.                       | 5         | multiplex |                                                              |
| ETELE Cinema                                                     | XI., Etele út 68.                                      | 14        | multiplex |                                                              |
| Kultik Csepel Mozi (korábban Cinema City / Cinema Csepel)        | XXI., II. Rákóczi Ferenc út 154–170.                   | 5         | Bezárt, majd újranyitott Cinema Csepel néven 2010. február 11-én, ismét bezárt 2011-ben. 2016 nyarán ismét újranyitott Kultik Csepel Mozi néven. |                                                              |
| Kultik Köki Terasz                                               | XIX., Vak Bottyán u. 75/A–C.                           | 9         | Időszakos mozi (nyár) |                                                              |
| Lurdy Mozi (Pannonia Movie) Lurdy Ház                            | IX., Könyves Kálmán körút 12–14.                       | 10        | multiplex | Archiválva 2012. május 30-i dátummal a Wayback Machine-ben   |
| GOBUDA Mozi (Pannonia Movie) (korábban MiMozink Óbuda)           | GOBUDA MALL (korábban EuroCenter), III., Bécsi út 154. | 6         | multiplex | Archiválva 2012. március 23-i dátummal a Wayback Machine-ben |
| Pólus Mozi (Pannonia Movie)                                      | Pólus Center, XV., Szentmihályi út 131.                | 8         | multiplex |                                                              |
| Rózsadomb Mozi                                                   | Rózsadomb Center, II., Törökvész u. 87–91.             | 3         | multiplex, bezárt |                                                              |
| Sugár Mozi                                                       | Sugár Üzletközpont, XIV., Örs vezér tér 24.            | 8         | multiplex |                                                              |
| Cirko-Gejzír                                                     | V., Balassi Bálint u. 15–17.                           | 2         | art mozi |                                                              |

### 1990 előtt nyitott, működő mozik
A lista az esetleges zárások miatt nem feltétlenül naprakész
| Név                                                               | Cím                             | Hálózat        | Története | Ismert nevei és honlapja | Fotó                                    |
| ----------------------------------------------------------------- | ------------------------------- | -------------- | --- | --- | --------------------------------------- |
| Corvin Mozi                                                       | VIII., Corvin köz 1.            | Budapest Film  | multiplex, Budapest Film. 1922-ben nyitott meg mint a város egyik legszebb mozija. 1957-ben átalakították szélesvásznúvá, majd 1967-ben 70 mm-es panoráma üzemmódra is alkalmassá tették, 3 db. Pyrcon UP700 és 1 db. Dresden D21 típusú vetítőgéppel (egyedüliként a városban egyszerre 4 db. géppel). 1996-ban több termes multiplex mozivá építették át. | Neve mindvégig Corvin volt. https://corvinmozi.hu/                                                                             | Corvin mozi                             |
| Bem                                                               | II., Margit körút 5/b           | –              | 1908-ban nyitott, 2009–2016 között kávézóként üzemelt. | Helios, Admirál, Adria, Bem, Budai Híradó, Bem https://www.facebook.com/BemMozi/                                               | A Bem mozi 2008-ban                     |
| Tabán                                                             | I., Krisztina krt. 87–89.       | Budapest Film  | Buda első mozija, nyitott 1911 és 1914 között. Az 1990-es években több próbálkozás történt megmentésére, 2013 végén Tabánként zárt be, majd 2014-től Tabán Kinotéka / Tabán Artmozi néven ismét megnyitott. | Palota, Krisztina, Diadal, Tabán, Tabán Kinotéka / Tabán Artmozi https://tabanartmozi.hu                                       | Tabán mozi                              |
| Kino Café                                                         | XIII., Szent István krt. 16.    |                | A Wellisch Alfréd tervei alapján 1898–1899-ben épült házban Fényes Gyula 1907-ben nyitott mozit Vénusz Színház néven. 1909-ben már Lipótvárosi néven üzemelt a Lipót krt. 16. szám alatti mozgóképszínház, amely 1911-ben az Elite (Elit), az 1942-es mozinév-magyarosítási hullám során pedig a Mesevár nevet vette fel. A második világháborút követően ismét Elit néven megnyílt mozi 1951-ben kapta a Tanács nevet. A filmszínház 1980-tól mint „magyar filmek mozija” üzemelt. 1991-ben Szindbádra keresztelték át, 2008-ban pedig Kino lett a neve. 2012 decemberében a mozi bezárt, kávézóvá alakult. 2013-tól időszakos vetítések, a Budapest Film Suli-Mozi programjának keretein belül. 2017-ben napi több filmet vetítő moziként működött. | Korábbi nevei, névváltozások: Elit, Mesevár, Elit, Tanács, Magyar Filmek Mozija, Szindbád. https://kinocafemozi.hu/            | Kino-Cafe, volt Szindbád és Tanács mozi |
| Művész                                                            | VI., Teréz körút 30.            | Budapest Film  | 1909-ben nyílt egy csődbement mulató helyén. 1992-től folyamatosan bővítették 3, 4, majd 5 termes art-mozivá. | Mozgókép Otthon, Décsi Mozgó, Décsi mozi, Deák, Décsi, Fáklya, Művész, Új Tükör, Művész, Művész Artmozi https://muveszmozi.hu/ | A Művész mozi                           |
| Art+ Cinema (Pannonia Movie) (volt Örökmozgó Filmmúzeum és Mátra) | VII., Erzsébet krt. 39.         | Pannonia Movie | MaNDa. 1912-ben nyílt, 1984-től mese és ifjúsági mozi,1991-2015 között filmmúzeum és art mozi; 2023 nyarától artmozi és kávézó | Royal Nagymozgó, Vesta, Erzsébet, Vesta, Pentele, Mátra, Mátra Mese és Ifjúsági mozi, Örökmozgó Filmmúzeum                     | Az Örökmozgó Filmmúzeum mozi            |
| Puskin                                                            | V., Kossuth L. u. 18.           | Budapest Film  | multiplex, Budapest Film. Nyitott 1926. november 26-án. 1929-ben Budapest első hangosfilmet játszó mozijává alakították. 1998-ban háromtermes multiplex mozivá alakult | Fórum, 1949-től Puskin https://puskinmozi.hu                                                                                   |                                         |
| Toldi                                                             | V., Bajcsy-Zsilinszky út 36–38. | Budapest Film  | Budapest Film. Az 1914 és 1930 között a Dob utca 3. alatt működött Meteor mozi jogutóda. Nyitott 1932. szeptember 3-án. 1952-ben az ország egyetlen térhatású filmeket vetítő moziját alakították ki benne, neve ekkor Toldi Plasztikus Mozi lett. Két év múlva visszaalakították normál mozivá. 1973-tól stúdió moziként (art mozi) működött. 1993-ban kéttermes mozivá alakították. | City, Szittya, Úttörő, Toldi Plasztikus Mozi, Toldi, Toldi Stúdio Mozi. https://toldimozi.hu                                   | A Toldi mozi                            |
| Uránia Nemzeti Filmszínház                                        | VIII., Rákóczi út 21.           | –              | A helyiség előbb orfeum, majd interaktív tudományos ismeretterjesztő intézmény volt, 1916-tól moziként működik. Itt tartották a háború utáni első mozielőadást 1945-ben (Oreli csata, szovjet háborús film). 2002-ben az épületet restaurálták, kialakítottak egy kamaratermet is. | Caprice mulató, Alhambra mulató, Uránia Tudományos Színház, Uránia Filmszínház, UFA Palota, Uránia https://urania-nf.hu/       | Uránia Nemzeti Filmszínház              |

### Intézményen belül működő mozik időszakos, alkalmi vagy zártkörű vetítésekkel
A lista a gyakori nyitások, zárások, profilváltozások miatt nem feltétlenül pontos és naprakész.
| Név                                                      | Cím                                                  | Megjegyzés | Honlap                    |
| -------------------------------------------------------- | ---------------------------------------------------- | --- | ------------------------- |
| A38 Hajó                                                 | XI., kerület, Petőfi híd, budai hídfő                | |                           |
| Anonymus Moziterasz                                      | Vajdahunyadvár, XIV., Budapest, Kós Károly sétány 1. | |                           |
| Átrium (korábban önálló mozi)                            | II., Margit krt. 55.                                 | 2012-ben összművészeti befogadótérként nyitott újra, időszakos vetítésekkel. 2017-től elsődlegesen színházi profillal működik, galériával és bisztróval. Névváltozások: 1936-1949: Átrium, 1950-1989: Május 1., 1990–2001: Átrium, 2012-2017: Átrium Film-Színház, 2017-2024: Átrium Színház | https://atrium.hu/        |
| Bálint Ház                                               | VI., Révay utca 16.                                  | |                           |
| Bárka Kikötő                                             | IX., Ráday utca                                      | |                           |
| Békásmegyeri Közösségi Ház                               | III., Csobánka tér 5.                                | |                           |
| Budapest XII. Kerületi Művelődési Központ                | XII., Csörsz u. 18.                                  | |                           |
| Cervantes Intézet                                        | VI., Vörösmarty u. 32.                               | |                           |
| Corvin Művelődési Ház                                    | XVI., Hunyadvár utca 43/b                            | |                           |
| Cseh Centrum                                             | VI., Szegfű u. 4.                                    | |                           |
| Docuart Kocsiszín                                        | IX., Ráday u. 18.                                    | |                           |
| Dózsa Művelődési Ház                                     | XVI., Pesti út 113.                                  | |                           |
| Fecske Terasz                                            | III., Árpád fejedelem útja 8.                        | Komjádi uszoda teteje |                           |
| Fiatal Képzőművészek Stúdiója                            | VII., Rottenbiller u. 35.                            | |                           |
| Fő tér – Óbuda                                           | III., Fő tér                                         | |                           |
| Fővárosi Autópiac – Autósmozi                            | XIX., Nagykőrösi út 162.                             | időszakos vetítéseket tartó kertmozi |                           |
| Francia Intézet                                          | I., Fő utca 17.                                      | |                           |
| Goethe Intézet                                           | IX., Ráday utca                                      | |                           |
| Gödör Klub                                               | VII. Király utca 50.                                 | |                           |
| Holokauszt Emlékközpont                                  | IX., Páva utca 39.                                   | |                           |
| Ibis Hotel                                               | IX., Ráday u. 6.                                     | |                           |
| Írók Boltja                                              | VI., Andrássy út 45.                                 | |                           |
| Jókai Klub                                               | XII., Hollós út 5.                                   | |                           |
| Kiscelli Múzeum                                          | III., Kiscelli utca 108.                             | |                           |
| Kortárs Építészeti Központ                               | XI., Bartók Béla út 10-12.                           | |                           |
| Közép-európai Egyetem (CEU)                              | V., Nádor u. 9.                                      | |                           |
| Kultea                                                   | V., Szent István tér 15.                             | Magyar Kereskedelmi és Vendéglátóipari Múzeum |                           |
| Lengyel Intézet                                          | VI., Nagymező utca 15.                               | |                           |
| Ludwig Múzeum                                            | IX., Komor Marcell u. 1.                             | |                           |
| Mantra Szabadegyetem                                     | XIV., Thököly út 58–60.                              | |                           |
| Menta Terasz (bezárt)                                    | II., Margit krt. 14.                                 | |                           |
| Millenáris                                               | II., Fény u. 20–22.                                  | |                           |
| Műcsarnok                                                | XIV., Dózsa György út 37.                            | |                           |
| Művészetek Palotája                                      | IX., Komor Marcell u. 1.                             | |                           |
| Novus Művészeti Iskola                                   | XIV. Olof Palme sétány 3.                            | |                           |
| Nyitott Műhely                                           | XII., Ráthy György u. 4.                             | Szerzői Filmklub |                           |
| Óbudai Művelődési Központ                                | San Marco utca 81.                                   | |                           |
| Budapesti Olasz Kultúrintézet                            | VIII., Bródy S. u. 8.                                | |                           |
| OSA Archívum                                             | V., Arany János utca 32.                             | |                           |
| Pataky István Művelődési Ház (Kőrösi Kulturális Központ) | X. Szent László tér 7–14.                            | |                           |
| Petőfi Csarnok                                           | XIV., Zichy Mihály út 14.                            | Megszűnt, majd 2015-ben az épületet is lebontották |                           |
| Politikatörténeti Intézet                                | V., Alkotmány u. 2.                                  | |                           |
| Ráday Könyvesház                                         | IX., Ráday u. 27.                                    | |                           |
| Shanteehouse                                             | XI., Takács Menyhért u. 18.                          | |                           |
| Spinoza Étterem, Színház és Kávéház                      | VII., Dob u. 15.                                     | |                           |
| Szabó Dezső Katakombaszínház                             | V., Szabadság tér 2.                                 | A Hazatérés Temploma Altemploma |                           |
| Szimpla Kertmozi                                         | VII., Kazinczy u. 14.                                | időszakos vetítésekkel |                           |
| Teréz7                                                   | VI., Teréz krt. 7.                                   | |                           |
| Tér-Film-Zene Fesztivál (Westend)                        | VI., Váci út 1–3.                                    | |                           |
| Tibet Mozi                                               | VI., Szófia u. 7.                                    | | http://www.tibet.hu/mozi/ |
| West Balkán                                              | VIII., Kisfaludy utca 31.                            | |                           |

## Megszűnt mozik
Budapest első mozija az Andrássy út 41. alatt működött Ikonográf volt. 1896. június 20-án nyitott; egy hónappal később érdeklődés hiányában bezárt. Az elkövetkező évtizedekben több száz helyen folyt alkalmi vagy rendszeres filmvetítés, eleinte sátoros mozikban, kávéházakban, majd kifejezetten filmvetítés céljára átalakított vagy e célből épített helyiségekben.
Az alábbi lista felsorolja az 1990 előtt nyitott, de már bezárt legfontosabb mozikat; a lista nem teljes. A megszűnt mozik között szerepelnek a régebben létesített, még működő, de filmet már csak mellékprofilként, alkalmilag vetítő mozik is. A kizárólag a némafilmkorszak első évei alatt működött sátoros és vásári mutatvány jellegű vetítőhelyek itt nem kerülnek felsorolásra.
A régebbi moziknak az idők folyamán akár négy-öt nevük is lehetett, valamint ugyanazon a néven több mozi is működött, akár egy időben. Gyakori volt, hogy ugyanazzal a működési engedéllyel egy mozi többször elköltözött, míg végleges épületre nem talált. Bármely mozi viszont új üzemeltetővel, átépítéssel vagy a politikai helyzet megváltozásával új nevet kaphatott, akár többször is. A régi mozik beazonosítását a pontatlan nyilvántartások, gyakori névváltoztatások, az azóta bekövetkezett utcanév- és házszámváltozások nehezítik. A lista a mozicímeket a jelenlegi utcanevekkel és házszámokkal mutatja.

### A némafilmkorszak mozijai
A budapesti mozik első nagy fénykora az 1910-es évek voltak. Ekkoriban alakultak ki az első állandó mozik az addigi sátras és vásári, kávéházi vetítőhelyek után. Az 1914-es címjegyzék 81 fővárosi mozit sorol fel. 1921-ben történt a nagy mozirevízió, amikor az összes mozi engedélyét felülvizsgálták, sok bezárásra került; ennek ellenére az 1928-as címjegyzék már kilencven mozit említ, ebben nincsenek benne a későbbi külső, akkor még a városhoz nem tartozó kerületek mozijai. A háború utáni rossz gazdasági helyzet, majd a nagy világválság sem kedvezett a mozik számára. A legkomolyabb problémát egy új találmány, a hangosfilm 1929-es megjelenése jelentette: a nézők pillanatok alatt fordultak el a némafilmtől. A moziknak át kellett állniuk a hangosfilmre. El kellett bocsátaniuk a zenészeket; új vetítőgépek, erősítőrendszer és hangfal kellett. A kisebb mozik nem bírták a költségeket, és bezártak. A korszak összes mozijának a felsorolása a csekély források miatt szinte lehetetlen.
| Név                                 | Cím                                                            | Története | Ismert nevei                           | Kép                                        |
| ----------------------------------- | -------------------------------------------------------------- | --- | -------------------------------------- | ------------------------------------------ |
| Apolló                              | VIII., Blaha Lujza tér, régi címe szerint Népszínház utca 1–3. | 1906-ban a későbbi Corvin Áruház helyén épült. Ez volt az első olyan mozi, mely eleve mozinak épült. 1914-ben vetítéseket is tartó kabarévá alakult, majd a díszes, de nem túl tartós anyagból épült mozit 1923-ban lebontották, helyére került az 1926-ban megnyílt Corvin áruház. A mozi 1915-ben a Royal szálloda épületébe költözött, ott működött 1990 utáni végső bezárásáig. mint Apolló, majd Vörös Csillag mozi | Apolló                                 |                                            |
| Apolló mozi és kertmozi (XIX. ker.) | XIX., Ady Endre út 37.                                         | kb. 1915–1928, azóta vendéglőként működik | Apolló, Pihenő étterem, Nótafa étterem | A kispesti Apolló mozi épülete             |
| Aréna Mozgó                         | VII., kerület Dózsa György út 74.                              | 1906 és 1920 között működött | Aréna                                  |                                            |
| Ámor Mozgó                          | VII., kerület Rákóczi út 66.                                   | 1906 és 1929 között működött | Ámor                                   |                                            |
| Balaton Mozgó                       | I., kerület Batthyány utca 46.                                 | kb. 1910 és 1916 között működött | Balaton Mozgó                          |                                            |
| Budai Scala                         | XII., Krisztina körút 7.                                       | 1914 és 1930 között működött kisebb mozi. Helyén üzlet van. | Budai Scala                            |                                            |
| Diana                               | XIII., Visegrádi utca 11/a                                     | 1911 és 1930 között működött | Diana                                  |                                            |
| Eiffel                              | XIII., Teve utca 57.                                           | Nyitott 1911, bezárt 1922 | Eiffel                                 |                                            |
| Elektra                             | VII., Nefelejcs utca 9.                                        | Kb. 1912 és 1921 között működött | Elektra                                |                                            |
| Excelsior                           | IX., Ráday utca 31.                                            | 1912-ben nyílt kis mozi volt, valószínűleg csak egy évig üzemelt. Nem tévesztendő össze a Ráday utca 32. szám alatt egy ideig Excelsior néven is működött Ráday mozival. | Excelsior                              | Az Excelsior mozi épülete                  |
| Ferenc Mozgó                        | IX., Ferenc tér 4.                                             | Nyitott 1911, bezárt 1931 | Ferenc Mozgó                           | A Ferenc téri mozi helye                   |
| Filippánics Róbertné Mozgója        | IX., Haller utca 20.                                           | Nyitott 1909, bezárt 191 | Filippánics                            | A Filippánics Mozgó helye                  |
| Goldfeld Dániel mozgója             | IX., Ráday utca 38.                                            | Nyitott 1906-ban. Noha kávéházi vetítőhely volt, egy ideig rendszeresen vetített filmeket. | Goldfeld mozgó                         | Goldfeld Dániel kávéházi mozijának a helye |
| Haller                              | IX., Haller utca és Gát utca sarka                             | 1920 körül nyílt, a hangosfilmre átállás költségei miatt 1930-ban bezárt. Az álló épületben a mozi egykori helye bizonytalan | Haller, Szabadság Mozgó                | A Haller mozi épülete                      |
| Hungária Nagymozgó                  | VI., Andrássy út 9.                                            | Nyitott, majd bezárt 1913-ban. Noha rövid életű volt, a város legelegánsabb mozijának szánták | Hungária Nagymozgó                     |                                            |
| Ikonográf                           | VI., Andrássy út 41.                                           | Budapest első vetítőhelye volt. Nyitott 1896 júniusában; bezárt egy hónappal később. A bezárás oka, hogy egy rosszul felvett filmen Ferenc József feje lemaradt. A vetítést a felháborodott nézők otthagyták; a mozgófilm mint olyan évekre rossz hírbe került. A helyiségben működött évtizedekig az Ádám söröző. | Ikonográf                              |                                            |
| Meteor                              | VII., Dob utca 9.                                              | 1912-ben nyílt, 1931-ben csőd miatt végleg bezárt. | Meteor                                 |                                            |
| Kedélyes                            | IX., Ráday utca 12.                                            | 1911-ben nyílt, 1916-ban bezárt. Az engedélyével nyílt meg későbben a Ráday mozi. Az épület helyén 2017-ben üres telek van. | Kedélyes Mozgó, Maxim Bio              | A Kedélyes mozi helye                      |
| Odeon Mozgó                         | VII., Erzsébet körút 27.                                       | 1906-ban nyílt Projectorograph néven, Budapest első állandó vetítőhelye volt. 1911-től neve Odeon, 1915-ben elköltözött a Rottenbiller utcába, ahol 1952-ig működött | Projectorograph, Odeon                 |                                            |
| Orczy                               | VIII., Kőris utca 32.                                          | Nyitása és zárása nem ismert; az 1914-es címjegyzékben szerepel a működő mozik között | Orczy                                  | Az Orczy mozi épülete                      |
| Palermo                             | VII., Csengery utca 7.                                         | Nyitása és zárása nem ismert; az 1913-as címjegyzéknen már szerepel a működő mozik között | Palermo                                |                                            |
| Párisi                              | VI., Szondy utca 42/c                                          | Nyitása és zárása nem ismert, az 1914-es címjegyzéknen szerepel a működő mozik között | Párisi                                 |                                            |
| Plutó                               | VII., Kerepesi út 44. (régi címjegyzék szerint)                | Nyitása és zárása nem ismert; az 1914-es címjegyzéknen szerepel a működő mozik között | Plutó                                  |                                            |
| Széchényi                           | Budapest IX., Mester utca 4.                                   | Nyitása nem ismert, bezárt 1910-ben | Széchényi Mozgó                        |                                            |
| Tündér                              | VI., Szondy utca 11.                                           | Nyitása és zárása nem ismert; az 1914-es címjegyzéknen szerepel a működő mozik között | Tündér                                 |                                            |
| Világ                               | IX., Haller utca és Mester utca sarkán                         | 1911 és 1913 között nyílt. 1921-töl neve Magyarság Mozi, 1925-től ismét Világ. 1930-ban, a hangosfilmre átállás költségei miatt bezárt. A helyén gyógyszertár működik. | Világ, Magyarság, Világ                | A Világ mozi épülete a IX. kerületben      |

### A hangosfilmkorszak kezdetétől az államosítások befejezéséig megszűnt mozik
A némafilmek korszakának végét túlélő mozik a harmincas évek során folyamatos fellendülést élhettek át. Ez volt a magyar „fehér telefonos filmek” korszaka, de az amerikai filmek java is látható volt a magyar mozikban. Az évtized végére a mozi- és filmipar ismét nehéz helyzetbe került. Művészek tucatjai kerültek tiltólistára, majd az angolszász filmek is eltűntek a mozikból. A mozik a háború alatt is nyitva tartottak, egészen 1944 végéig. A háború végére több mozi megsemmisült, vagy annyira megsérült, hogy végleg bezárták, esetleg bontani kellett. A következő válság 1949-ben jött el, amikor a mozikat államosították. Ekkor jó néhány mozi végleg bezárásra került.
| Név                               | Cím                                                                                                   | Története | Ismert nevei | Kép                                                      |
| --------------------------------- | --- | --- | --- | -------------------------------------------------------- |
| Attila                            | XX., ker. Pesterzsébet, Kossuth Lajos utca 27.                                                        | (Korábban Corvin) 1944-ben, egy bombatámadás következtében megsemmisült. | Corvin, Attila |                                                          |
| Baross Mozgó                      | VIII., Baross utca 81. (régi címjegyzék szerint)                                                      | 1912-ben nyitott, a közeli Otthon mozi megnyitása miatt 1934-ben bezárt. | Baross Mozgó |                                                          |
| Budai Apolló                      | I., Csalogány utca 46.                                                                                | 1919-ben nyitott nagy és elegáns mozi. 1945-ben olyan súlyosan károsodott, hogy le kellett bontani. | Budai Apolló |                                                          |
| Capitol                           | VII., Baross tér 32.                                                                                  | Jogelődje a Nefelejcs utcában három alkalommal új helyre költöző (1., 52., 57.), több néven működő mozi volt, mely 1922-ben költözött a Keleti pályaudvar bal oldalán álló volt katonai épületbe, ahol 1950. március 22-ig működött. Az épületet rossz állapota miatt bezárták, MÁV-raktár lett, majd 1967 körül metróépítés miatt lebontották; évtizedekig Baross Gábor szobra állt a helyén. | Nefelejcs utcai jogelőd: Keleti Bioscop, Globus, Stella, Csipkerózsika, Stella, Kelet mozi. Új helyén: Kelet, Capitol Filmpalota |                                                          |
| Damjanich                         | VII., Damjanich utca 1.                                                                               | 1913 és 1949 között működött | Damjanich |                                                          |
| Edison                            | VI., Nagymező utca 21.                                                                                | Nyitott: 1908; bezárt: 1949; a helyiségben bisztró működik | Edison, Turán, Terv |                                                          |
| Ezermester                        | VIII., Golgota út 3.                                                                                  | Nyitott 1927, moziként bezárt 1948, utána MÁVAG-, majd Ganz Mávag-kultúrotthonként működött | Ezermester, MÁVAG Filmszínház, Ganz Mávag Kultúrotthon Fekete Lyuk szórakozóhely                                                 | Az Ezermester mozi, később Ganz Mávag kultúrház bejárata |
| Ferenc                            | IX., Soroksári út 61. (régi címjegyzék szerint)                                                       | 1914-ben nyílt, 1944 végén az ostromállapot miatt bezárt, de többé már nem nyitott ki. Az épületet lebontották. | American Bio, Royal Bioscop, Ferencvárosi Filmszínház, Ferenc Mozgó                                                              |                                                          |
| Fészek                            | VIII., József körút 70.                                                                               | A későbbi Vörösmarty mozi jogelődje. Nyitási ideje nem ismert, 1935 előtt bezárt. Az engedélyével nyílt meg 1935-ben az Üllői út 4. szám alatti Savoy, utolsó nevén Vörösmarty mozi. | |                                                          |
| Flóra                             | XIX., az Üllői úton, az Eötvös utca sarkán állt.                                                      | 1894-től a Kispesti Népszínház volt; 1917-től Árpád, később Flóra mozi. 1949-ben bezárt, később az épületet lebontották, bódéüzletek állnak a helyén. | Kispesti Népszínház, Árpád, Flóra Mozgó Színház                                                                                  |                                                          |
| Fortuna                           | XIV., Hermina út, a Vurstli területén                                                                 | A vurstli, a későbbi Budapesti Vidám Park területén állt, a közvetlenül a Barlangvasút mellett. Az épületet lebontották 1950 körül | Fortuna |                                                          |
| Herrich (ma Rózsa Művelődési Ház) | XVIII., Városház utca 1–3. (mai cím)                                                                  | Pestszentlőrinc első mozija volt. Nyitott: 1912, moziként bezárt: 1949. Később kultúrház lett, átépítették, ma Rózsa éven működik | Japán mozgó, Herrich, Turul, Unió, később Rózsa Ferenc Művelődési Ház, Rózsa                                                     |                                                          |
| István                            | IV., Istvántelki út 69.                                                                               | Nyitott: kb. 1914; bezárt: 1950. | Istvántelki Nagymozgó, István mozi, Petőfi mozi                                                                                  |                                                          |
| Kultúr Mozgó                      | IV., Erkel Gyula utca 26.                                                                             | Nyitott 1927-ben, majd bezárt 1949-ben. Lebontották, helyén főiskola | Kultúr, MADISZ mozi |                                                          |
| Liget Kertmozi                    | IX., Üllői út és Hungária körút sarka, a Volánbusz pályaudvar helye                                   | Nyitott 1929, majd bezárt 1935-ben. 1200 személyes mozi volt. | Liget Kertmozi |                                                          |
| Lyra                              | XV., Klapka György utca 71.                                                                           | 1914. április 21-én nyílt. 1932 és '36 között a hangosfilmre való átállás költségei miatt zárva volt. 1949-ben, az államosításkor bezárták; évekig az Iskolabútor és Sportszergyár raktára volt, majd lebontották. | Lyra, Munkás, Palota |                                                          |
| Odeon                             | VII., Rottenbiller utca 47.                                                                           | A helyiség gyermekszínház volt, az Odeon mozi az Erzsébet körútról költözött ide 1915-ben. Az államosításkor bezárt, 1952 óta a Magyar Hanglemezkiadó Vállalat stúdiójaként üzemel. | Odeon, Petőfi | Az Odeon mozi helye 2008-ban                             |
| Orient                            | VI., Izabella utca 65.                                                                                | 1919-ben nyílt, 1944-ben bezárt és többé már nem nyitott ki | Orient, Körönd |                                                          |
| Palota                            | XV., Arany János utca 94.                                                                             | 1913-ban nyílt, 1949-ben zárt | Colosseum, Palota, népszerű nevén Fuszekli                                                                                       |                                                          |
| Petneházy                         | XIII., Petneházy utca 36.                                                                             | Nincs részletes adat, az épület áll | Petneházy |                                                          |
| Ráday                             | IX., Ráday utca 32.                                                                                   | 1916 körül nyílt, 1949-ben bezárt. Jogelődje a Ráday utca 12. alatt, 1911 és 1916 között működött Kedélyes Mozgó. A Ráday helyén a Studio K színház áll | Excelsior, Ráday | A Ráday mozi épülete                                     |
| Rialto                            | VII., Rákóczi út 40.                                                                                  | Mulató, 1911-től filmvetítéseket is tartó mulató, majd 1921-től mozi. 1944 végéig üzemelt, romos állapota miatt 1947 körül lebontották. A telek évtizedekig üres volt, majd irodaház épült rajta. | Wekerle mulató, Fővárosi Nagymozgó, Rialto, Toldi                                                                                |                                                          |
| Royal Vio                         | XIV., Állatkerti körút                                                                                | A Fővárosi Nagycirkusz épületétől jobbra állt. 1950 körül lebontották, helyére a Kis Vidámpark került. | Royal Vio |                                                          |
| Universum                         | X., Martinovics tér 5.                                                                                | 1910-től Edison Mozgó néven nyílt. 1944-ben végleg bezárt, az épület áll | Edison, Universum, Vitéz | Az Universum mozi épülete Kőbányán                       |
| Valéria                           | IX., az egykori Mária Valéria-telep mozija az Üllői út mentén, a mai Pöttyös utca és Ecseri út között | Nyitott 1931-ben, végleg bezárt 1945-ben. Az eleve konstrukcióhibás, súlyosan beázó épületet rég lebontották. | Mindvégig Valéria volt a neve |                                                          |
| Vénusz                            | VIII., Harminckettesek tere 2.                                                                        | 1910 előtt nyílt, 1949-ben zárt be. | Vénusz, Maros |                                                          |
| Világosság                        | XIII., Petneházy utca 9.                                                                              | Nincs részletes adat | Világosság |                                                          |

### Az államosítások befejezése (1949) és 1985 között bezárt mozik
Az államosítások utáni pár évre a statikusság jellemző; kevés változás történt. Az ötvenes években a filmválaszték csekély volt; nyugati filmet elvétve adtak. A hatvanas évektől indult meg a változás. A jobb állapotú mozikat folyamatosan korszerűsítették, külsőleg is átépítették, csak néhány rossz állapotú, kicsi, lepusztult, elavult külvárosi mozit zártak be. Ahol csak lehetett, átálltak a szélesvásznú üzemmódra; ehhez az új vászon mellé két új mozigépre is szükség volt. Egyre több nyugati film is mozikba került; a mozi újra fontos szórakozási lehetőséggé vált. 1970 körül elkezdődtek a nagyarányú lakótelep-építkezések, teljes városrészek tűntek el, ekkor számos mozit is lebontottak. Több nagy méretű, elfogadható állapotú mozi is bontásra került ekkoriban, pl a Munkás és a Dózsa. Noha ebben az időszakban kevés új mozi épült (pl. Kőbánya, Budafok, Pest-Buda, Olimpia), ennek ellenére az 1960–1970-es évek a budapesti mozik harmadik virágkora volt; a hanyatlás a nyolcvanas években kezdődött.
| Név                              | Cím                                                                                                | Története | Ismert nevei                                                                                  | Kép |
| -------------------------------- | -------------------------------------------------------------------------------------------------- | --- | --------------------------------------------------------------------------------------------- | --- |
| Árpád                            | XXIII., Soroksár, Grassalkovich út 143.                                                            | 1907 – 1966. július 31. Az épület áll, pékség üzemel benne | Pflumm, Községi Mozi, Árpád                                                                   | |
| Árpád                            | XXII., Budafok, Fehérhegy utca 22.                                                                 | 1911-ben nyílt meg ideiglenesen az Árpád utcában, majd 1921-ben az állandó helyén. Neve 1959-től Budafok. 1961. szeptember 12-én bezárt. Az épületet később lebontották, egy faház áll a helyén, előtte kilátóterasz áll. | Árpád, Budafok                                                                                | A lebontott Árpád mozi helye Budafokon                                                                          |
| Attila                           | XXII., ker. Budafok, körülbelül a budafoki Városház tér melletti üzletközpont helyén állt.         | Kevés információ maradt fent. 1920 körül nyitott nagy méretű és elegáns mozi volt, kertmozi is tartozott hozzá. Zárásának ideje nem ismert, a nyolcvanas évek körül lebontották, helyén bevásárlócentrum működik. | Attila                                                                                        | A budafoki Atila mozi helye                                                                                     |
| Bocskai                          | XX., Pesterzsébet, Zrínyi utca 44.                                                                 | 1916 – 1980. június 10. | Pósa, Corvin, Határ, Bocskai                                                                  | A mozi épülete 2007-ben                                                                                         |
| Délibáb                          | XXII., Erzsébet királyné út 1. (régi címjegyzék szerint)                                           | 1927-ben nyitott; 1964. május 31-én zárt. | Buda, Jókai, Sztálin, Délibáb                                                                 | A Délibáb mozi félig átépített épülete 2018-ban                                                                 |
| Dózsa                            | XIII., Róbert Károly krt. 59–61.                                                                   | 1910 körül nyílt sátoros moziként, 1913-ban állandó épületet kapott. 1982. október 13-án volt az utolsó vetítési nap. Az épületet lebontották | Árpád, Winkler, Délibáb, Dózsa                                                                | |
| Csajkovszkij kertmozi            | X., Halom utca 42.                                                                                 | Az egykori Dreher-kastély parkjában létrehozott parkszínpad és kertmozi. A kertmozi 1959–1962 között, 1965–1966-ban, 1978–1979-ben tartott nyitva. A területen működött a Kőbányai Ifjúsági Park. | Csajkovszkij park, Csajkovszkij kertmozi, Kőbányai Ifjúsági Park                              | A park romjai. Szemben az egykori nézőtér, balra a színpad maradványa                                           |
| Dózsa Művelődési Ház             | XVII., Pesti út 113.                                                                               | 1962-ben nyílt; az Újvilág mozi 1970 körüli bezárása után moziként is működött mint Újvilág-Dózsa Filmszínház | Dózsa Művelődési Ház, Újvilág-Dózsa Filmszínház, Vigyázó Ferenc Művelődési Ház                | A Dózsa Művelődési Ház 2007-ben                                                                                 |
| Előre                            | VIII., Delej utca 41.                                                                              | Nyitott: 1911; bezárt 1966. január 11. A jelenlegi irodaépület valószínűleg az eredeti mozi átépítése. | Kristály, Előre                                                                               | Az Előre mozi átépített épülete                                                                                 |
| Erzsébet                         | XX., Dessewffy u. 56.                                                                              | Épülete vendéglő volt, ahol már 1914 körül is tartottak alkalmi vetítéseket. 1917-ben már moziként működött. Végleges bezárása: 1952. június 3. Az épület áll. | Paunz Mozgó, Elysium, Erzsébet                                                                | Az Erzsébet mozi épülete                                                                                        |
| Hazám                            | XIII., Váci út 150.                                                                                | Az eredeti Uránusz mozi 1912 körül nyílt, kb. a Váci út és Rákos-patak sarkán állt, innen 1928-ban költözött el a Váci út 150. címre, a Turbina utca sarkára. Bezárt 1962. április 19-én. Az épületet lebontották, irodaház áll a helyén | Uránusz, Hazám                                                                                | |
| Hungária                         | XIX., Ady Endre út                                                                                 | Nyitása nem ismert, 1952-ben nyári szünetre bezárt, de többé moziként nem nyitott ki. EKM Művelődési Ház lett; 1977-ben lakótelep-építés miatt lebontották; a helyén játszótér áll. | Hungária, EKM Művelődési Ház                                                                  | A Hungária mozi épülete                                                                                         |
| József Attila                    | VIII., Kálvária tér 7.                                                                             | A mozi 1910 előtt nyílt. 1913-tól moziként és színházként is működött, de a színház pár hónap után megszűnt. 1926-ban átköltözött a Kálvária tér 6. alá, majd 1933-ban visszaköltözött az eredeti helyre. 1969 körül a Magányos villa titka című film egyik vetítése alatt a fűtőberendezés meghibásodott, a nézőteret elöntötte a füst, az eszméletlen fűtőt a mentő vitte el. A mozi 1971. október 20-án bezárt, majd az épületet lebontották; új épület áll a helyén. | Kálvária Téri Mozgó, Népotthon Mozgó, Józsefvárosi Filmszínház, József Attila Mozi            | A Józsf Atila mozi helye 2007-ben                                                                               |
| Kárpát                           | III., Szentendrei út 329.                                                                          | Ideiglenes vetítőhely volt, majd az államosításig a helyi római katolikus egyház működtette moziként 1933-tól. Végső bezárása: 1975. október 31. Az épület műhelyként funkcionál. | Kultur, Kárpát                                                                                | A Kárpát mozi épülete 2006-ban                                                                                  |
| Kelen                            | XI., Kardhegy utca 2.                                                                              | 1926-ban nyílt; utolsó előadás: 1980. április 14. Közösségi házzá alakult; 1989-ben pár hónapig Kelenvölgyi mozi néven működött. | Kelen, Kelenvölgyi mozi                                                                       | A Kelen mozi épülete 2007-ben                                                                                   |
| Kossuth (XX. ker.)               | XX., Török Flóris utca 68.                                                                         | 1911. augusztus 20-án nyitott meg. Budapest egyik legnagyobb mozija volt. 1923 és 1943 között Európa egyik legnagyobb, 2000 fős kertmozija is hozzá tartozott. Az épület rossz állapota miatt 1981. szeptember 10-én felújításra bezárt, de többé nem nyitott meg. Az épületben bank és üzletek vannak. | Pflumm, 1919-ben rövid ideig Marx, ismét Pflumm, utána Kossuth                                | A Kossuth mozi épülete                                                                                          |
| Kossuth (XVI. ker)               | XVI., Mária utca 52. / Rákosi út 116. (korábban, amíg a mozi működött: Rákosi út 74., később 118.) | A moziépület 1913-ban kezdett Otthon mozgó és varietéként működni, amit az Otthon kávéház nyári színköréből alakítottak ki. 1920 szeptemberében már Corso néven nyitott; 1945-től neve Kossuth lett, 1953-ig. Ezután valószínűleg társadalmi moziként működött még néhány évig, említések alapján Petőfi néven. Az 1970-es évek ún. moziválsága után épületét lebontották.                                                                                               | Otthon mozgó és varieté, majd Corso/Korzó, Kossuth                                            | A XVI., Kossuth mozi helye                                                                                      |
| Kölcsey                          | XIX., Üllői út, pontosan a kispesti Kossuth tér utáni villamosmegállónál volt                      | Nyitása valószínűleg az 1910-es évek vége. A három nyitható tetejű mozi egyike volt (a Szikra és a Duna mellett). Az 1978-as mozikatalógus szerint működik, később a teljes környék lakótelep építés miatt lebontásra került. A mozi helyén kb. autóparkoló, mögötte lakótelep van. | Stefánia, Kölcsey                                                                             | |
| Marx                             | VII., István u. 39.                                                                                | Nyitási ideje 1910, végső bezárása 1970. október 15. Az épületet később lebontották, helyén óvoda van. | Chicago Mozgó, Edison, Edison-Chicago, Chicago, KANSZ-Chicago, Csikágó, Rex, Szivárvány, Marx | |
| Mikszáth                         | XVI., Albán utca 21.                                                                               | Centrum néven nyitott 1929-ben, neve 1936-tól Fórum, majd az államosítástól Mikszáth. Rossz állapota miatt 1971 szeptemberében bezárt. A helyén MSZP iroda található. | Centrum, Fórum, Mikszáth                                                                      | |
| Munkás                           | X., Kápolna u. 3.                                                                                  | Nyitási ideje valószínűleg a húszas években volt. 1974. július 4-én bezárt, majd hamarosan lakótelep építés miatt a teljes környékkel együtt lebontották. | Alfa, Munkás                                                                                  | |
| Otthon                           | VIII., Beniczky utca (az utca lakótelep építés miatt megszűnt)                                     | 1934-ben nyitott a Baross Mozgó engedélyével, egy új építésű bauxitbeton házban. Az épület veszélyessége miatt 1967. április 12-én a mozi bezárt; a házat 1978 novemberében lebontották, helyén lakótelep van | mindvégig Otthon néven működött                                                               | |
| Petőfi                           | X., Pongrácz út 9–11.                                                                              | 1941 nyarán Hungária mozi néven nyitott meg, az akkor épült Pongrácz úti lakótelep lakosai számára. 1945-ben az ostromtól használhatatlan állapotba került. 1953-ban, átépítés után Petőfi néven nyitott újra a mozi. 1969-ben felújították, 1980-ban bezárták. 1981-1990 között filmes raktár, majd újabb átépítés után filmes műhely működött az épületben. Ma irodaház és egyéb műhely működik az épületben.                                                          | Hungária, Petőfi                                                                              | |
| Petőfi kertmozi                  | IX., Ráday utca                                                                                    | Az üres telken az 1940-es években nyári színpadot alakítottak ki. Mozikénti megnyitása 1958. augusztus 7, zárása 1969. szeptember 7. A helyén óvoda létesült. | Petőfi kert, Petőfi kertmozi                                                                  | A Petőfi kertmozi helye                                                                                         |
| Rákóczi                          | XXI., Csepel, Rákóczi Ferenc utca 123.                                                             | A régi címjegyzékek bizonytalansága miatt lehetséges, hogy a mozit egy alkalommal másik, közeli címre költöztették, valószínűleg 1951-ben. 1914 körül nyitott, eredetileg kertmozi is tartozott hozzá. 1981. február 25-én bezárt, később a teljes környék lebontásra került. | Gyár Mozgó, Gyár és Kert Mozi, Gyár Mozi, Apolló, Rákóczi                                     | |
| Rátkai                           | XIV., Kerepesi út 146.                                                                             | 1971 körül a Füredi úti lakótelep építése miatt az egész környékkel együtt lebontották | Árpád (?), Rátkai                                                                             | |
| Szabadság mozi és kertmozi       | IV., Tavasz u. 4.                                                                                  | 1907 körül nyílt. Az eredeti épületet lebontották, majd 1962-ben nyitott helyette az új mozi, azonos névvel. 1982-ben moziként bezárt, 1986-ban vetítéseket is tartó kultúrházként újra megnyitott, de a mozirészleg egy év után bezárt. A hozzá tartozó kertmozit lebontották és a területet beépítették, a mozi épülete fennmaradt. | Uránia, Corvin, Szabadság, 1986-tól Újpesti Kamaramozi                                        | |
| Széchenyi (XX. ker.), volt Intim | XX., Erdő utca 29.                                                                                 | 1912-ben nyitott. 1949 és 1957 között zárva volt, majd átalakult a FÖMO-hoz nem tartozó úgynevezett társadalmi mozivá. 1967-ben még működött, az épület áll. | Intim, Széchenyi, Intim, MÉMOSZ-mozi, Intim                                                   | A Széchenyi, volt Intim mozi épülete                                                                            |
| Sziget                           | XXI., Szent István utca 217.                                                                       | 1942-ben nyílt, 1967-ben bezárt, az épületet lebontották | Sziget, Királyerdő Mozi, Sziget                                                               | |
| Szigethy                         | XI., Szabadság út 11. (régi címjegyzék szerint)                                                    | Nyitása pontosan nem ismert, 1974-ben lakótelep építés miatt lebontották | Szigethy                                                                                      | |
| Tavasz                           | XV., Bácska utca                                                                                   | Nyitása pontosan nem ismert, 1962-ben zárt | Tavasz                                                                                        | |
| Terv                             | XV., Pestújhelyi út 66. (régi címjegyzék szerint)                                                  | 1912-ben a itt álló vendéglőben alkalmi vetítésekkel nyitott. 1969. november 5-én volt utoljára vetítés, ekkor tatarozása bezárt, de többé nem nyitott ki. Az épületet átépítették. | Sebők Mozgó, Nép Mozgó, Kapca (népszerű nevén), Corso, Orem, Andrássy, Rózsahegyi, Terv       | |
| Tündér                           | IV., Vörösmarty u. 2.                                                                              | Eredetileg az Árpád út 67. alatt működött, 1910 és 1916 között nyílt. 1930-ban azonos néven áttelepült a Vörösmarty utca 2. alá. 1983. október 11-én téli szünetre bezárt, de többé nem nyitott ki. Az épületben cég üzemel. | Tündér                                                                                        | A Tündér mozi épülete 2007-ben                                                                                  |
| Újlaki                           | III., Bécsi út 69.                                                                                 | Óbuda legrégebbi állandó mozija volt, 1910 előtt nyílt, 1973. május 30-án zárt be. A romossá váló épületet a környék rendezésekor 1991-ben lebontották, majd néhány év múlva némiképp eltérő alakban újra fölépítették. Mozit terveztek benne, de ez nem valósult meg, az épület azóta is üresen áll. | Újlaki, Rákóczi, Újlaki                                                                       | |
| Újvilág                          | XVII., Rákoskeresztúr, Pesti út 113.                                                               | 1938-ban nyílt, 1970 körül a teljes környékkel együtt lebontották, lakótelep építés céljából. | Fórum, Újvilág                                                                                | |
| Uránia (Sashalom)                | XVI., Pirosrózsa utca                                                                              | Az Őrmester és Magyarvár utca közötti kis moziról nem maradt fent sok információ. Felszámolása után először gyógyszerraktárként használták, majd a 60-as évek végétől a Fővárosi Tanács Gyógyszertári Központja asztalos üzemet alakított ki benne. Épületében a 2000-es években bútoros cég működik. | Uránia                                                                                        | Az egykori Uránia mozi bejárati része a budapesti Pirosrózsa utcában. A hátra nyúló nézőtér a képen nem látható |
| Vasvári                          | XIV., Kerepesi út, az Őrnagy utca és a Francia út között                                           | Lebontották, benzinkút van a helyén | Vasvári                                                                                       | |
| Verseny                          | X. Szent László tér 5.                                                                             | A későbbi Kőbánya mozi előde. 1913-ban épült, zárása 1959. június 21. Lebontották, a helyén épült a Kőbánya mozi. | Fortuna, American Bioscop, Astória, Aba, Astoria, Verseny                                     | |

### 1985 után bezárt mozik
Az 1978-as Budapesti Mozitérkép 85 működő mozit említ. Noha egyre több nyugati filmet vetítettek, az 1980-as években megkezdődött a mozik látogatottságának a csökkenése. Mozik zártak be nyári, vagy éppen téli szünetre, majd az Ady mozi 1985-ös zárásával megkezdődtek a végső bezárások. 1990 után folyamatosan nyitottak a plázákban a korszerű, soktermes mozik, melyekkel a hagyományos mozik nem tudtak versenyezni. A túlélés érdekében próbálkoztak a szerződéses üzembe átadással, de általában sikertelenül. Néhány kisebb mozinál az art-mozivá válás biztosított még pár évet. Néhány esetben megpróbáltak régebbi, bezárt mozikat újra megnyitni, többnyire sikertelenül. Az egykori száz feletti moziból alig néhány maradt. Az alábbi lista az 1985 után bezárt mozikat tartalmazza.
| Név                                                               | Cím                                                                             | Története | Ismert nevei | Kép                                                                |
| ----------------------------------------------------------------- | ------------------------------------------------------------------------------- | --- | --- | ------------------------------------------------------------------ |
| Ady                                                               | XIX., Petőfi tér 4.                                                             | nyitott 1928, bezárt 1985. július 30. Jelenleg: Mátrix Oktatási és Vizsgaközpont | Wekerle, Élmunkás, Ady | Az Ady mozi épülete 2007-ben                                       |
| Akadémia                                                          | IX., Üllői út 101.                                                              | 1913-1987. október 14, átépítve autószalonná | Ludovika, Partizán, Akadémia | Az Akadémia mozi épülete 2007-ben                                  |
| Alfa                                                              | VIII., Ludovika tér 2. (Kun Béla tér 6.)                                        | Az épület 1945-ig a Ludovika Akadémia lovardája volt. Évekig üresen állt, majd 1958. március 20-án nyitott meg az 1050 személyes Alfa moziként. 1990. április 18-án bezárt, 1992-ben gyújtogatás miatt leégett, 1996 óta a Magyar Természettudományi Múzeum otthona. | Alfa | Az Alfa mozi épülete 2007-ben, ekkor már Természettudományi Múzeum |
| Alkotás                                                           | XII., Alkotás utca 11.                                                          | nyitott 1912, bezárt 2000. február 20. | Alkotás | Az Alkotás mozi épülete                                            |
| Alkotmány                                                         | IV., Árpád út 57-59.                                                            | kb. 1920–1997, lebontották | Corso, Alkotmány | Az Alkotmány mozi helyén álló új épület 2007-ben                   |
| Apolló (volt Vörös Csillag)                                       | VII., Erzsébet krt. 45., régi helyén Népszínház utca 1–3. (mai Blaha Lujza tér) | Ugyanazzal a működési engedéllyel két címen működött. Az első Apolló mozi a Blaha Lujza téri Corvin Áruház helyén nyitott 1906 körül, az első olyan mozi volt, mely eleve annak épült. 1914-ben vetítéseket is tartó kabarévá alakult, majd a díszes, de nem túl tartós anyagból épült mozit 1923-ban lebontották, helyére került az 1926-ban megnyílt Corvin Áruház. A mozi 1915-ben a Royal szálloda épületébe költözött, ott működött 1990 utáni végső bezárásáig. A Royal szálloda átépítésével a mozi eltűnt.                                                                     | Régi helyén Apolló, új helyén Royal Apolló, Nemzeti Apolló, Vörös Csillag, Apolló                                                                 | Az Apolló / Vörös Csillag 1977-ben                                 |
| Átrium (volt Május 1.)                                            | II., Margit körút 55.                                                           | 1935-ben nyitott art-deco stílusú mozi. 1945-ben súlyos károkat szenvedett el, 1947-ben nyitották meg újra, 2001. február 6-án bezárt. 2012 óta Átrium Film-Színház néven működik, de állandó mozinak már nem tekinthető. | Átrium, Május 1, Átrium, Átrium Film – Színház | Az Átrium mozi épülete                                             |
| Balaton                                                           | IX., Üllői út 63.                                                               | nyitott kb. 1910-ben, bezárt 1987. október 27-én, átépítve nyelviskolává | Projectorograph Élőképszínház, Tátra, Balaton | A Balaton mozi épülete                                             |
| Balassi                                                           | XVIII., Dózsa György út                                                         | A mozi valójában három helyen működött. 1920-ban nyílt a Kisfaludy utca 33. alatt Mozgóképszínház névvel, 1921-től Turol mozi a neve. 1929-ben elköltözött a Vasút utca 48 szám alá, majd 1934-ben felépült az új, bauhaus stílusú épület, ettől fogva neve Elite, majd 1945-től Szabadság, 1954-től Balassi. 1988-ban szerződéses üzemeltetésre kiadták, de végül 1989. december 18-án bezárt, üzletek működnek benne | Mozgóképszínház, Turul, Turul Elite, Etele, Szabadság, Balassi                                                                                    | A Balassi mozi épülete 2006-ban                                    |
| Bányász (későbbi Graffiti)                                        | VIII., József krt. 63.                                                          | nyitott kb. 1910-ben, Budapest első kéttermes mozija volt, 1971-ben egytermesre építették át. 1990 körül Graffiti névre keresztelték át, részben video-mozivá alakult. Bezárt 1999. január 6-án, majd teljes átépítésre került. | Bodográf, Baross, Bodográf, Bányász, Magyar Filmek Mozija, Graffiti                                                                               | A Bányász mozi helye 2007-ben                                      |
| Barlang mozi                                                      | XIV., az Állatkert területén                                                    | Az állatkerti kis szikla belsejében működött mozi. A hatvanas-hetvenes években hétvégenként másfélórás ciklusokban ismeretterjesztő kisfilmeket vetítettek. Vetítésre is alkalmas előadóteremmé építették át. | Barlang | A Barlang mozi bejárata 2006-ban                                   |
| Bartók                                                            | XI., Bartók Béla út 64.                                                         | nyitott 1934-ben, bezárt 1998-ban, átépítés után ma üzletek, garázs működik benne. Az igényes, art deco stílusú mozi berendezését a bezárás után széthordták és elpusztították, majd ezután védetté nyilvánították. | Simplon, Bartók |                                                                    |
| Bástya                                                            | VII., Erzsébet krt. 8.                                                          | épült 1896-ban, mint kávéház, 1921 és 1998. december 30 között mozi, ma Erste bank | Carmen, Palace, Pest, Palace, Bástya |                                                                    |
| Béke (XIII. ker.)                                                 | XIII., Szent László út 48.                                                      | 1928-ban nyitott. Mivel a terület akkor a VI. kerülethez tartozott, Terézvárosi mozi volt a neve. 1942-ben átnevezték Béke névre, utolsó működési napja 1987. május 31. volt. Az épületet 2010 után lebontották. | Terézvárosi mozi, Béke | A Béke mozi épülete 2007-ben                                       |
| Béke (XV. ker.)                                                   | XV., Rákospalota, Énekes u. 9.                                                  | 1940. december 25. – 1986. január 11. Az épületet lebontották. | Árpád, Béke |                                                                    |
| Bethlen                                                           | VII., Bethlen Gábor tér 3.                                                      | nyitott 1929-ben mint kabaré, utóbb színház, 1937 és 1986 között mozi, 1988-tól színház | Bethlen Téri Színház, Hollywood, Bethlen Filmszínház, Bethlen mozi, Rockszínház, ma Közép-Európa Táncszínház                                      | A Bethlen mozi épülete 2007-ben                                    |
| Broadway (volt Filmmúzeum)                                        | VII., Károly krt. 8.                                                            | nyitott 1939-ben, 1957 és 1989 között Filmmúzeum, 1991-től Broadway mozi, majd Belvárosi Színház. A Filmmúzeum időszak alatt a Magyar Filmintézet és Filmtár intézményeként nem tartozott a fővárosi mozihálózathoz, délelőttönként és hétvégenként csak itt látható újabb filmeket vetítettek, esténként tematikus bérletes sorozatok mentek. | Broadway, Barlang, Ady, Filmmúzeum, Broadway |                                                                    |
| Budafok                                                           | XXII., Budafok, Rózsa Richárd utca 5–7.                                         | 1974. augusztus elsején nyitott, majdnem azonos a Pest-Buda mozival. 1991. december 4-én zárt be. Bútorbolt üzemelt benne. A romos épületét 2017-ben bontották le. | Budafok | A Budafok mozi                                                     |
| Budai kertmozi                                                    | I., Bem rkp. 17.                                                                | 1926-ban nyitott, 1931-től a némafilmkorszak vége miatt bezárt. 1954-ben újra megnyitott, 1990. szeptember 19-én végleg bezárt, a helyén szálloda épült. | Budai kertmozi, Bem kertmozi |                                                                    |
| Cinkota                                                           | XVI., Cinkota, Rádió u. 32.                                                     | Az 1910-es években nyitott, több alkalommal évekre bezárt, majd újra megnyitott. Utolsó működési napja 1989. augusztus 28. Az épületet kulturális célra hasznosítják. | Edison, Hunnia, Hétvezér, Kossuth, Cinkota | A Cinkota mozi épülete 2007-ben                                    |
| Csepel parkmozi                                                   | XXI., Vasmunkás tér                                                             | A Csepeli Ifjúsági Parkban működött kertmozi, nyitási ideje valószínűleg a hetvenes évek eleje. A mozi bezárási ideje nem ismert, 1979-ben még működött. Az évekig bezárt területet 2003-ban lebontották. | Csepel parkmozi | A Csepeli Parkmozi lebontott helye 2007-ben                        |
| Csillag                                                           | III., Csillaghegy, Mátyás király út 42.                                         | nyitott 1927-ben, bezárt 1995. április 9-én. Egy ideig ausztrál étterem működött benne, az épület 2017-ben használaton kívül áll. | mindvégig Csillag néven működött | A Csillag mozi épülete 2006-ban                                    |
| Csokonai                                                          | VIII., Népszínház u. 13.                                                        | nyitott 1928-ban, bezárt 1995. július 19-én, üzletek működnek benne | Pátria, Csokonai | A Csokonai mozi helye                                              |
| Éva                                                               | XIV., Erzsébet királyné útja                                                    | 1937-ben nyitott Star mozi néven. Jogvita miatt átkeresztelték Stand mozivá, majd 1942 óta Éva mozi a neve. 1974-ben rossz állapota miatt lebontották, 1976-ban nyílt meg helyén az új Éva mozi, mely 1995. április 23-án zárt be végleg. A mozi helyiségében üzletek működnek. | Star, Stand, Éva | Az Éva mozi épülete 2007-ben                                       |
| Fény, utóbb Lux                                                   | IV., Árpád út 77.                                                               | 1912-ben nyitott Apolló néven. 1950 után Fény, majd 1990 és 1998 között Lux moziként működött. Zárása: 1998. február 25. Az épületében gyógyszertár működik. | Apolló, Fény, Lux | A Fény mozi épülete 2007-ben                                       |
| Flórián (volt Felszabadulás)                                      | III., Flórián tér 3.                                                            | 1913-ban már működött. 1957 és 1965 között kihelyezett kertmozi is tartozott hozzá (Hajnal utca 10.). 1978 és 1986 között raktárként és irodaként használták. 1986-ban átépítve és a vetítési irányt megfordítva újra megnyitott; utolsó működési napja 2000. május 10. | Flórián mozgó, Felszabadulás, Flórián | A Flórián mozi épülete 2006-ban                                    |
| Fórum                                                             | XVIII., Margó Tivadar u. 1.                                                     | 1929-ben nyitották, 1962 és 64 között teljesen átépítették. 1993. január 3-án zárt be. Az épületet a felismerhetetlenségig átépítették, üzletek és lakások vannak benne. | Fórum, Rákóczi, Fórum | A Fórum mozi átépített épülete 2007-ben                            |
| Gorkij (szovjet filmek mozija)                                    | VII., Akácfa u. 4.                                                              | 1914-ben már működött. Egy vallási közösség használja | Valter, Gorkij | A Gorkij mozi épülete 2008-ban                                     |
| Haladás                                                           | XI., Bartók Béla út 130.                                                        | 1932-ben nyílt, 1986. június 4-én zárt, 1988 óta Karinthy Színház. | Hunnia, 1952 óta Haladás | A Haladás mozi, később Karinthy színház épülete 2007-ben           |
| Honvéd (Európa)                                                   | VII., Rákóczi út 82                                                             | 1901-től a vetítéseket is tartó Sport Kávéházként működött, majd a helyén 1917-ben nyílt meg a Roxy mozi. 1983-ban kéttermessé alakították, végső bezárása 2011. május 11. A helyiségben iskola működik. | Sport Kávéház, Roxy, Attila, Rákóczi Híradómozi, Honvéd, Európa                                                                                   | Az Európa, volt Honvéd mozi                                        |
| Horizont (volt Híradó)                                            | VII., Erzsébet krt. 13.                                                         | 1939. december 7-én nyílt a Kittner étterem helyén, mint csak híradókat vetítő mozi. 1979-től normál mozi Horizont néven. Utolsó működési napja 2000. május 31. A helyiséget a Golgota Keresztény Gyülekezet nevű protestáns vallási közösség használta, majd a helyén Horizont néven reggeliző és kávézó nyílt. | Híradó mozi, Körúti Híradó, Híradó, Horizont | A Horizont mozi                                                    |
| Hunyadi                                                           | XIX., Üllői út 283.                                                             | kertmozi részlege is volt, mely a mellette lévő mellékutcában működött. Az eredeti épületben az 1890-es évektől színielőadásokat tartottak, majd 1910 körül elkezdtek filmet vetíteni. Az épületet többször kibővítették, a mozi egyre nagyobb lett. Az eredeti épületet 1970. november 11-én bezárták, majd lebontották, a kertmozi 1980 őszig tovább üzemelt, majd bezárt. 1985. október 11-én megnyílt a teljesen új Hunyadi mozi, mely végül 2000 júniusában zárt be, irodaház és üzletközpont lett.                                                                               | Otthon Mozgó, Nemzeti Nagymozgó, Corso, Royal, Árpád, Royal, Április 4, Royal, Hunyadi                                                            | A Hunyadi mozi átépített épülete                                   |
| Ipoly (későbbi L’amour)                                           | XIII., Hegedűs Gyula u. 65.                                                     | 1939-ben nyitott, normál moziként 1990. május 23-án zárt. 1996-ig pornómoziként üzemelt. A felhagyott helyiségeiben azóta üzletek működnek. | Ipoly, L’amour | Az Ipoly mozi épülete 2007-ben                                     |
| Jókai                                                             | XVII., Rákoshegy, Jókai u. 32.                                                  | 1926-ban nyitott; 1933-ban az utolsók között állították át hangosfilmre. 1989. december 18-án két év szerződéses működtetés után végképp bezárt. Az épületben lakásokat alakítottak ki. | Mozgóképszínház, Apolló, Jókai | A Jókai mozi épülete 2007-ben                                      |
| Kinizsi mozi és kertmozi (későbbi Blue Box & Kultiplex)           | IX., Kinizsi utca 28.                                                           | Egy húsüzem helyén 1912-ben létesült a színházterem, melyben vetítéseket is tartottak; 1914-től moziként működött. 1979-ben teljes egészében modernizálták. A kertmozi 1971-ben, a mozi 1988. február 10-én zárt be. 1989-ben moziklub formájában ismét megnyitották. 2000-ben az épületbe költözött a Tilos Rádió, majd vetítéseket is tartó alternatív szórakozóhely nyílt, a Kultiplex. 2008. február 28-án bezárt, majd az épületet hamarosan lebontották. | Magyar Tanítók Otthona, Kultur-Színpad, Kultur Mozgó, Kultur Mozi, Kinizsi, M.I.T. Video és moziklub, Kinizsi M.I.T. Moziklub, Bluebox, Kultiplex | A Kinizsi mozi épülete 2007-ben                                    |
| Kossuth (későbbi Kossuth Palace)                                  | XIII., Váci út 14.                                                              | 1946. április 21-én nyitott meg. 1978. február 1-től évekre bezárt a metróépítés miatt. 1983. március 31-én kamarateremmel kiegészítve nyitott meg újra. 1996. december 12-től már négy termesre egészítették ki. A mozi 2009. november 4-én bezárt, élelmiszer-áruház van a helyén. | Kossuth |                                                                    |
| Kőbánya                                                           | X., Szent László (ex Pataki István) tér 15.                                     | 1964. augusztus 19-én nyitott a lebontott Verseny mozi helyén. 70 mm-es panoráma üzemmódra is alkalmas volt, 2 db. Meopta UM70 és 1 db. Dresden D21 típusú vetítőgéppel. Bezárva: 1999, az ATV székháza lett belőle | Kőbánya | A Kőbánya mozi átépített épülete 2006-ban                          |
| Kultúra                                                           | II., Hidegkúti út 138.                                                          | Elődje a Hidegkúti út 233. alatt pár évig működött Erdő mozi volt, mely 1925-ben bezárt, mivel a tulajdonos egy új, korszerű mozit kívánt építeni. Hosszú engedélyeztetés után 1930-ban nyílt meg a Kultúra mozi. Főprofilú moziként 1990. július 3-án tartott nyitva utoljára, de alkalmi vetítéseket még 1996-ig tartottak benne. A helyiség később szinte romossá vált, mad rendbe hozták, üzlet működik benne | Erdő, Kultúra | A Kultúra mozi épülete 2007-ben                                    |
| Liget                                                             | XVIII., Rudawszky u. 2.                                                         | 1938 és 1941 között épült, erdélyi építőmesterekkel. 1989. április 11-én bezárt, üzletház lett belőle | Erdélyi mozi, Szabadság, Liget | A Liget mozi épülete 2007-ben                                      |
| Madách                                                            | XVIII., Üllői út 440                                                            | 1990. június 6-án zárt be, ma üzletház | Adria, Madách | A Madách mozi átépített épülete 2007-ben                           |
| Maros                                                             | XVII., IX. utca 2–4.                                                            | 1914-ben nyílt, 1992-ben zárták be. A teljesen kifosztott helyiséget felújították, 2010. március 27-én újranyitották alkotó- és kiállítóházként, ahol alkalmanként vetítéseket is tartanak. | Elit, Maros | A Maros mozi épülete                                               |
| Metro (előzőleg Szikra)                                           | VI., Teréz krt. 62.                                                             | 1926-ban nyitották meg, mint a város legfényűzőbb moziját. A két nyitható tetejű mozi egyike volt (a másik a Kölcsey). 1978-ban átépítették kéttermesre, 2000-ben moziként bezárt, később Ruttkai Éva Színház, jelenleg: VR Vidámpark. | UFA Filmszínház, Scala-Metro, Szikra, Metro | A Metro / SZikra mozi 2008-ban                                     |
| MOM                                                               | XII., Csörsz u. 18.                                                             | A Magyar Optikai Művek kultúrháza, melynek színháztermében egy ideig mozi is működött. A ház jelenleg is kulturális központ. | MOM | MOM kulturház                                                      |
| Nap                                                               | VIII., Népszínház u. 31.                                                        | 1911 körül nyílt, 1986. július 3-án bezárt, azóta közösségi házként működik. | Eldorádó, Tisza, Eldorádó, Nap, majd Chamorro Napház közösségi ház                                                                                | A Nap mozi épülete 2008-ban                                        |
| Óbuda                                                             | III., Selmeci utca 14–16.                                                       | 1933-ban nyitott, 1988-ban bezárt, majd szerződéses moziként 1991. június 13-ig ismét megnyitott. Jelenleg a Budapesti Fesztiválzenekar próbaterme | Budai Royal, Ősbuda, Óbuda | Az Óbuda mozi épülete 2006-ban                                     |
| Odeon-Lloyd (korábban Duna)                                       | XIII., Hollán Ernő utca 7.                                                      | 1937 októberében nyitott Lloyd néven. A kevés nyitható tetejű mozi egyike volt. Az 1950-es évektől Duna mozi volt a neve. 1993-ban átépítették, 2003-tól Odeon Lloyd néven mozi, videotéka és kultúrcentrummá alakult. 2012 nyarától moziként megszűnt, helyén jazzklub működik. | Lloyd, Duna, Odeon-Lloyd | Az Odeon mozi 2008-ban                                             |
| Olimpia (korábban Etele)                                          | XI., Etele út 55. (Kelenföldi Városközpont)                                     | 2000. január 12. óta zárva, egy vallási közösség használja | Etele, majd a moszkvai olimpia tiszteletére 1980-tól Olimpia                                                                                      | Az Olimpia mozi épülete 2007-ben                                   |
| Omnia                                                             | VIII., Kölcsey utca 4.                                                          | A Gutenberg palota dísztermében működött. 1907-ben színház, 1908-tól mozi, 1954-től színház, majd moziként és színházként is működő művelődési otthon lett. | Intim színház, Omnia Mozgóképpalota, Omnia mozi, Állami Dérymé Színház, Hököm Színpad, Gutenberg Művelődési Ház, Körúti Színház.                  |                                                                    |
| Otthon                                                            | XXIII., Szitás u. 1.                                                            | 1925-ben nyílt, 1944 és 1948 között zárva volt. Utolsó működési napja 1989. szeptember 12. Jelenleg közösségi ház | Mindvégig Otthon volt a neve | Az Otthon mozi épülete 2007-ben                                    |
| Palota                                                            | XV., Eötvös u. 76.                                                              | 1910 körül nyílt, 1989. augusztus 28-án zárt. Épülete jelenleg iroda/lakóház | Botond, József Attila, Palota |                                                                    |
| Pest-Buda                                                         | IX., Dési Huber utca 25.                                                        | Buda és Pest egyesítésének centenáriuma alkalmából nyílt a József Attila-lakótelepen. 1973. augusztus 18-án nyitották meg, egy Locomotiv GT koncerttel. 70 mm-es panoráma üzemmódra is alkalmas volt, 3 db. Meopta UM70 típusú vetítőgéppel. Mivel nem hozta a várt eredményt, 1990. április 16-án bezárták. Az épület a teljes leomlás határára került, majd görög közösségi ház lett belőle. | Pest-Buda |                                                                    |
| Rege                                                              | XII., Rege utca 13.                                                             | 1953 júliusában az Evetke utca 2. alatt megnyitott a Szabadsághegyi Mozi. Két évvel később átköltöztették a Rege utcába, egy már létező teremben alakították ki, ahol 1955. július 1. és 1988. október 12. között működött. Az épületet az 1990-es évek végén lebontották. Érdekesség, hogy nem moziszékeken, hanem egyes vélemények szerint iskolai, mások szerint templomi padsorokon ültek a nézők. | Szabadsághegyi mozi, Rege | A Rege mozi hely                                                   |
| Rideg Sándor Művelődési Ház (jelenleg Királyerdei Művelődési Ház) | XXI., Csepel, Kalamár József (ma: Szt. István) út 230.                          | Az 1975-ben nyílt művelődési ház egy ideig moziként is működött. | Rideg Sándor Művelődési Ház Mozi | Rideg Sándor kultórház Csepelen                                    |
| Rózsavölgyi kertmozi                                              | XIV., Rózsavölgyi tér                                                           | Szabadtéri színpadként és kertmoziként működött, koncerteket is tartottak (pl. Omega). Nyitási időpontja közelebbről nem ismert, a nyolcvanas években zárt be. Beépítették a helyét. | Rózsavölgyi |                                                                    |
| Sport                                                             | XIV., Cházár András u.                                                          | lebontották | Sport |                                                                    |
| Széchenyi                                                         | XV., Pestújhely, Gőgös Ignác (ma: Árvavár) u. 1.                                | 1911. május 25-én nyitott, mint filmvetítéseket is tartó színház, később csak mozi. 1949 és 1956 között zöldségraktárnak használták. 1957-ben újra megnyitott, majd 1989. szeptember 12-én végképp bezárt. | Széchenyi Színház, Erzsébet mozi, Széchenyi mozi                                                                                                  | A Széchenyi mozi épülete 2007-ben                                  |
| Táncsics                                                          | XXI., Csepel, Táncsics Mihály utca 102.                                         | 1937-ben nyitott, bezárt 1992. május 14. Használtruha-bolt működik benne. | Csík Mozi, Táncsics | A Táncsics mozi épülete 2007-ben                                   |
| Tanács (utóbb Szindbád)                                           | XIII., Szent István körút 16.                                                   | 1910 előtt nyílt, az 1970-es években magyar filmek mozija volt. 2012 decemberében zárt be mint főprofilú mozi, azóta alkalmi vetítéseket is tartó kávéházként üzemel. | Elite, Mesevár, Elit, Tanács, Magyar Filmek Mozija, Szindbád, majd 2003-tól Kino-Café.                                                            | A Szindbád (Tanács) mozi 2008-ban                                  |
| Tátra                                                             | XX., Pesterzsébet, Török Flóris utca 70.                                        | 1940-ben nyitott, az 1960-as évek végén 70 mm-es panoráma üzemmódra is alkalmassá tették, 2 db. Pyrcon UP700 és 1 db. Dresden D21 típusú vetítőgéppel. 1992-ben évekre bezárt, majd 1998-ban néhány hónapra újra megnyitott. Utolsó napja 1998. március 24. Jelenleg Krisztus Szeretete Egyház. | Hungária, Tátra | A Tátra mozi épülete 2007-ben                                      |
| Tétény                                                            | XXII., Nagytétény, Nagytétényi út 272.                                          | a bonyolult történetű mozinak két elődje is volt a közvetlen szomszédságban, egyik az 1912 körül nyílt és 1923-ban bezárt a Wahl Mozgó, másik nevén Rákóczi Mozgó, a másik az 1925-ben nyílt Apolló Nagymozgó. Ez utóbbi két év után költözött végleges helyére, ahol azután mindvégig működött. 1986. június 3-án, mint FÖMO mozi bezárt. Ezután még bérlőkkel kísérletet tettek az üzemeltetésre, majd 1990. január elsején levetítették az utolsó filmet. A bezárt, de felismerhető épületet 2010 után lebontották, a Cziffra György Nagytétényi Közösségi Színtér épült a helyére. | Apolló, Szabadság, Petőfi, Tétény | A Tétény mozi azóta lebontott épülete 2007-ben                     |
| Tinódi                                                            | VI., Nagymező u. 8.                                                             | 1911-ben nyitott, zárása 1992. december 30. A helyén a Tivoli Színház működik | Tivoli, 1942 és 1991 között Tinódi, utána Tivoli                                                                                                  | A Tinódi mozi épülete 2008-ban                                     |
| Tisza                                                             | VII., Rákóczi út 68.                                                            | Az országban másodikként (az 1896-os rövid életű Ikonográf után) 1899-ben kezdődtek meg a vetítések az akkor még Velence Kávéház nevű helyen Ungerleiter Mór szervezésében, majd a kávéház megszűnése után 1917-ben nyitott meg moziként. 1994. december 31-én zárt be, üzlet működik a helyén. | Velence Kávéház, Phőnix, Rákóczi, Phőnix, Rákóczi, Tisza                                                                                          | A Tisza mozi épülete 2008-ban                                      |
| Ugocsa                                                            | XII., Ugocsa u. 10.                                                             | 1937-ben nyílt meg Astra néven. 1949-től neve Ugocsa, 1999-ben zárt be. Később FSZEK könyvtár lett. | Astra, Ugocsa | Az Ugocsa mozi helye                                               |
| Világ                                                             | XVI., Rákosszentmihály, Krenedits Sándor utca 3.                                | A Világ-mozgó 1912-ben nyitotta meg kapuit az akkori Bizalom utca 3. számú új építésű épületben. 1961-ben szélesvásznúvá alakították, portálját modern stílusban átépítették, 1993-ban bezárt. 1995 és 2012 között a Holdvilág Kamaraszínház terme volt, majd bezárt, az épület 2017-ben üresen áll. | Világ Mozgó, Világ mozi, Holdvilág Kamaraszínház                                                                                                  | A Világ mozi épülete 2007-ben                                      |
| Világosság                                                        | XX., Pesterzsébet, Klapka utca 46.                                              | Nyitott 1939-ben; bezárt 1989-ben. Az 1990-es évek elején rövid ideg Red Palace szexcentrum, majd teljes átépítés után Rátkai Átlók galéria és mozitörténeti múzeum. | Árpád (nem azonos a Grassalkovich utcai egykori Árpád mozival), Világosság http://pesterzsebetimuzeum.hu/index.php/ratkayatlokgaleria             | Archiválva 2012. november 18-i dátummal a Wayback Machine-ben      |
| Vörösmarty                                                        | VIII., Üllői út 4.                                                              | 1935-ben nyílt; a József körút 70. alatt működött Fészek mozi jogutódja. Az 1960-as évektől kezdve többször volt hosszabb ideig zárva. 1970 és 1984 között sem működött; irodának és raktárnak használták a metróépítéshez. 1984-ben újra megnyitott, később art mozi, majd kávéház-mozi lett, de 2016-ban moziként végleg bezárt. | Savoy, Csaba, Ságvári, Savoy, Kálvin Téri Híradómozi, Vörösmarty, Premier Kultcafé                                                                | A Vörösmarty mozi 2008-ban                                         |
| Vörösmarty Kertmozi                                               | XIII., Margitsziget                                                             | Az 1400 személyes befogadóképességű kertmozit az 1960-as évek második felében 70 mm-es panoráma üzemmódra is alkalmassá tették, 2 db. Pyrcon UP700 típusú vetítőgéppel, ezzel állt összhangban különleges formatervű „vászna”. Hosszú időn keresztül népszerű volt, ám a nyári időszámítás miatt késői sötétedés, valamint a Margit-sziget közlekedési korlátozásai miatt látogatottsága romlott. Több évig zárva volt, majd a területet lebontották. | |                                                                    |
| Zrínyi (későbbi Hunnia)                                           | VII., Erzsébet krt. 26.                                                         | 1906-ban nyílt, 2010-ben végképp bezárt, kocsma lett belőle | Székely, Olympia, Hunnia, Zrinyi |                                                                    |
| Zuglói mozi                                                       | XIV., Angol u. 26. (az átszámozás után 44.)                                     | Nyitási ideje közelebbről nem ismert, belső kialakítása alapján valószínűleg az 1920-as évek. 1990-ben még működött, majd hamarosan bezárt. Az épület áll. | Zuglói | A Zuglói mozi épülete 2007-ben                                     |